# Inês Etienne Romeu
Inês Etienne Romeu (Pouso Alegre, 18 de dezembro de 1942 – Niterói, 27 de abril de 2015) foi uma integrante da guerrilha contra a ditadura militar brasileira (1964 – 1985). Militante esquerdista e dirigente das organizações de extrema-esquerda Vanguarda Popular Revolucionária (VPR(, VAR-Palmares e Polop, foi a única sobrevivente da Casa da Morte, em Petrópolis, estado do Rio de Janeiro, local onde eram torturados e executados clandestinamente presos políticos brasileiros.
Inês foi também a última presa política da ditadura militar "libertada" (Jogada na rua quase morta, após ser estuprada e torturada por 3 meses.) no Brasil. Em 2009, durante cerimônia oficial em Brasília e após discurso da ex-companheira de guerrilha e então ministra Dilma Rousseff, recebeu o Prêmio Direitos Humanos na categoria "Direito à Memória e à Verdade" das mãos do então presidente Luiz Inácio Lula da Silva.

## História

### Prisão clandestina
Nascida em Pouso Alegre, sul de Minas Gerais, Inês mudou-se ainda jovem para Belo Horizonte, onde estudou História e trabalhou como bancária no Banco de Minas Gerais. Já nessa época atuava fortemente à frente do Sindicato dos Bancários e do movimento estudantil.
Em 5 de maio de 1971, Inês, então integrante do quadro de comando da Vanguarda Popular Revolucionária - VPR, foi presa as 9:00 da manhã na Avenida Santo Amaro, zona sul da cidade de São Paulo, pela equipe do delegado Sérgio Paranhos Fleury, delatada pelo camponês de codinome "Primo" que a acompanhava no momento e que não foi incomodado pelos policiais, sob a acusação de participar do sequestro do embaixador suíço Giovanni Bucher, ocorrido meses antes no Rio de Janeiro e levado a cabo por guerrilheiros da VPR comandados por Carlos Lamarca. Levada para o DEOPS, espancada e pendurada no pau-de-arara, para escapar das torturas inventou a seus captores que tinha um encontro com um guerriheiro em determinado local ("ponto", no jargão da época) de Cascadura (bairro do Rio de Janeiro). Transportada ao Rio de automóvel, ao chegar ao local tentou suicidar-se jogando-se na frente de um ônibus. Foi arrastada pelo ônibus mas não morreu.

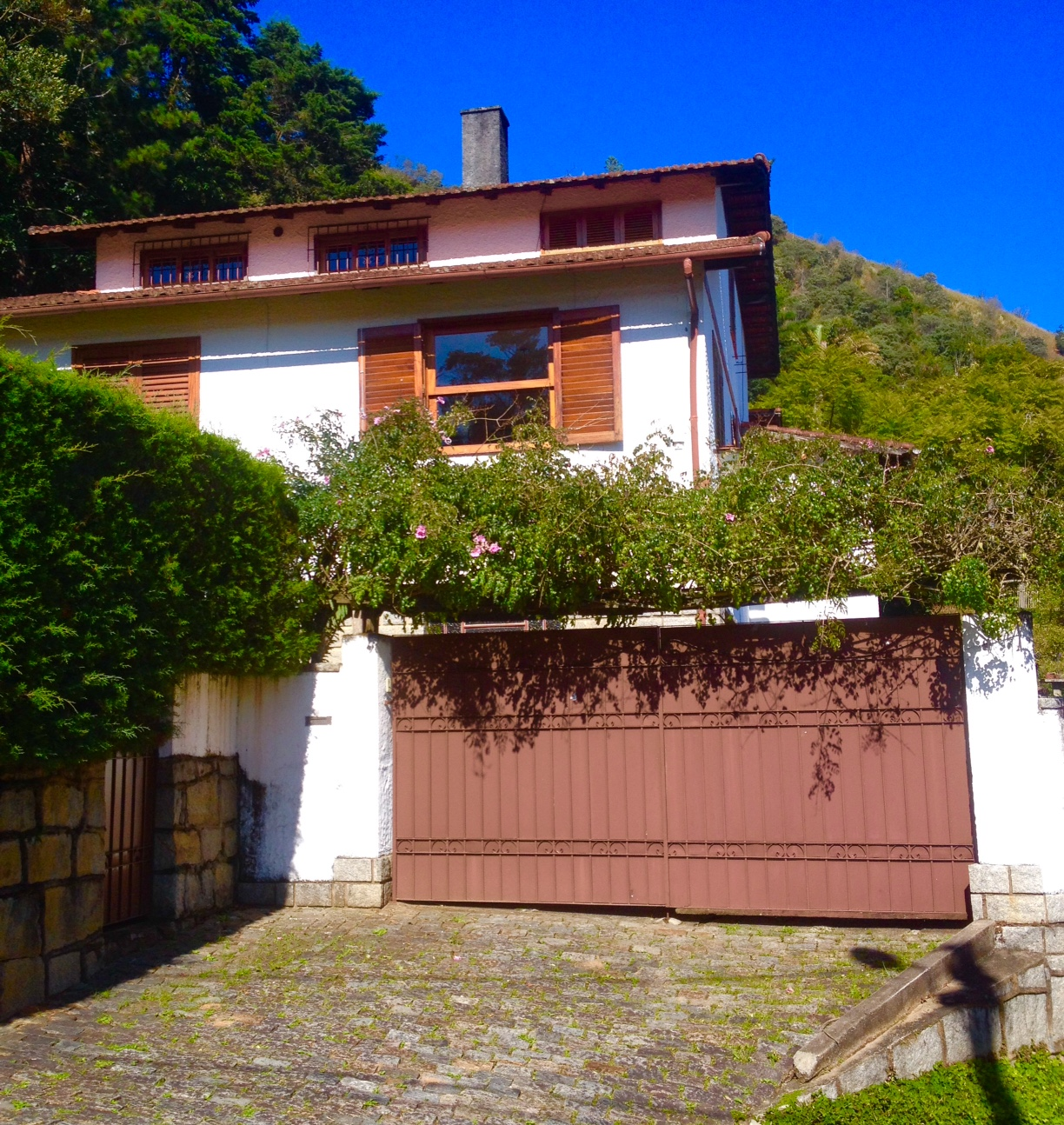
Fachada pricincipal da "Casa da Morte" em Petrópolis, RJ (2017)

Ferida, dali foi levada, após passagem pelo Hospital da Vila Militar — onde recebeu transfusão de sangue —, pelo Hospital Carlos Chagas e pelo Hospital Central do Exército, para uma casa em Petrópolis, na Rua Artur Barbosa, 668, de propriedade do empresário Mário Lodders. Ali permaneceu até agosto do mesmo ano, sob tortura, espancamento, choques elétricos e estupros. No inverno de Petrópolis, onde a temperatura podia chegar a menos de 10 °C, era obrigada pelos carcereiros a deitar nua no cimento molhado e levou tantas bofetadas que seu rosto tornou-se irreconhecível. Durante esse período, a militante da VPR tentou por quatro vezes o suicídio, sendo mantida viva por médicos contratados pelos militares, a fim de que a tortura, os interrogatórios e as possíveis confissões sobre organização prosseguissem. A partir de certo momento, ela foi informada de que sua tortura não era mais para conseguir informação, pelo tempo decorrido desde sua prisão ela já era inútil como informante, mas era apenas por sadismo, por conta do ódio que seu principal torturador, o então capitão Freddie Perdigão Pereira (codinome: "Dr. Roberto"), sentia dos guerrilheiros. Sua morte chegou a ser anunciada, o que motivou uma carta de seus pais ao então comandante do I Exército, general Sylvio Frota, solicitando a entrega de seu corpo.
Em 7 de julho, depois de dois meses de tortura física e psicológica, sabendo-se condenada à morte pelos torturadores, aceitou a saída proposta por um deles, "Dr. Teixeira", posteriormente identificado como o ex-militar Rubens Paim Sampaio, a de um honroso suicídio. Inês aceitou e pediu um revólver, mas seus captores preferiam que sua morte se desse em público, com ela se jogando na frente de um ônibus em alguma rua, como tinha feito quando foi capturada. Levada a uma avenida, ao invés de se atirar na frente de algum veículo ela se agachou e começou a gritar e chorar agarrada às pernas de um de seus captores, chamando a atenção dos passantes. Foi então rapidamente conduzida e volta à casa e voltou a ser torturada por duas semanas com choques elétricos, palmatórias e surras que desfiguraram seu rosto. Neste período foi obrigada a cozinhar nua, sendo humilhada por seus carcereiros, e foi estuprada duas vezes por um deles, "Camarão" , um militar nordestino de baixa instrução que atuava como caseiro na Casa da Morte e fora segurança do presidente João Goulart. Foi no fim destas semanas que recebeu a proposta de tornar-se uma agente infiltrada da repressão nas organizações de guerrilha urbana, que aceitou para escapar dali. Para garantir que não seriam traídos, a fizeram assinar várias declarações acusando a própria irmã — que não tinha militância política — de subversão e a gravar um videotape em que se dizia agente do governo e recebia pagamento por isso. Tudo seria usado contra Inês em caso de traição.

### Prisão legal
Assim como os outros presos da casa, Inês não deveria sair viva de Petrópolis. Contudo, segundo um de seus captores, o tenente-coronel reformado Paulo Malhães (codinome: "Dr. Diablo"), declarou mais de 40 anos depois, os torturadores cometeram o erro de libertá-la acreditando que, depois de três meses de tortura e cativeiro, ela tivesse aceito o papel de infiltrada em sua própria organização. Foi jogada na casa de uma irmã, em Belo Horizonte, pesando apenas 32 quilos. Mas foi Inês quem, afinal, em 1979, denunciou a existência da Casa da Morte.
Graças à ousadia da família e seus advogados, conseguiu-se oficializar a prisão de Inês, em 7 de novembro de 1971, salvando sua vida e tirando-a das mãos dos militares do CIEx. Assim, ela foi transferida para o Presídio Talavera Bruce, no Rio de Janeiro, onde cumpriria mais de oito anos de cadeia. Porém, sem o conhecimento dos torturadores, Inês havia gravado na memória, durante o cativeiro em Petrópolis, os codinomes de seus torturadores e do médico que a atendera, os nomes dos presos políticos que por lá passaram e foram executados, bem como o telefone da casa, que ouvira um dia por acaso.
Em 26 de novembro de 1975, ainda presa, Inês casou-se no Fórum do Palácio da Justiça no Rio de Janeiro, com o também guerrilheiro e preso político Jarbas Silva Marques, namorado de Belo Horizonte a quem não via desde 1962 e com quem se correspondia com cartas. Os noivos foram transportados de camburão por agentes do DOPS e soldados da Polícia Militar dos presídios em que cumpriam pena, Esmeraldino Bandeira e Talavera Bruce, até o Palácio, onde, entre familiares, amigos e cercados por dezenas de policiais, casaram-se no civil — o cartunista Ziraldo foi um dos padrinhos — numa cerimônia que durou apenas um minuto e onde o noivo só teve retirada as algemas para assinar os documentos e trocar as alianças. Inês casou-se de vestido preto de seda bordado de flor e trancinhas na lateral do cabelo e Jarbas de blusa vermelha e calça azul, em homenagem às cores do Vietcong e de Cuba. Após a libertação do casal, o casamento, que enfrentou problemas psicológicos e físicos de ambos devido às sequelas das torturas, terminou de forma amigável em 1984.

### Vida posterior
Após sua libertação, em 29 de agosto de 1979 — depois de condenada à prisão perpétua, figura jurídica existente no período ditatorial — graças à Lei da Anistia, Inês passou a dedicar-se à denúncia e esclarecimento dos crimes ocorridos nos porões da ditadura. A escolha por fazer as denúncias somente depois que deixasse a prisão, de conhecimento de sua irmã, a jornalista Lúcia Romeu, desde 1971, se devia ao temor de que sofresse uma vingança ainda dentro da cadeia. Assim, com o apoio de entidades como a Ordem dos Advogados do Brasil e a Associação Brasileira de Imprensa, além das famílias de desaparecidos, Inês não apenas denunciou a existência da Casa da Morte, como foi ao consultório do médico e ex-militar Amílcar Lobo, responsável por ela na casa. Amilcar, cujo codinome nos porões da repressão era "doutor Carneiro", teve o registro cassado pelo Conselho Regional de Medicina do Rio de Janeiro.
Mesmo com todos os revezes sofridos, Inês conseguiu, logo em seguida, retomar os estudos e, ao longo do tempo, construir uma nova trajetória profissional. No fim de 1981, obteve a Licenciatura Plena em História na Universidade Federal do Ceará.  Por ter frequentado cursos de arquivologia e de documentação e pesquisa, conseguiu ser contratada, em 1982, como historiógrafa da  Divisão do Arquivo do Estado de São Paulo (DAE), atual Arquivo Público do Estado de São Paulo (APESP). Chegou à direção do APESP entre 1988 e 1990. Também dirigiu, como substituta, o Departamento de Museus e Arquivos (DEMA) da Secretaria da Cultura do Estado de São Paulo. Ao sair do então DAE, esteve à frente, como sócia-administradora, da empresa Porto Calendário Serviços Técnicos, que oferecia serviços como edição de livros, assessoria em pesquisas históricas e organização de acervos documentais, entre outros. Na esfera pública atuou ainda na Secretaria Municipal da Cultura de São Paulo, entre 1993 e 1995, e na direção do Grupo de Desenvolvimento Setorial da Coordenadoria de Desenvolvimento Econômico da Secretaria de Ciência, Tecnologia e Desenvolvimento Econômico do Estado de São Paulo (SCTDE). Em 2002, participou do projeto de pesquisa para a criação do Memorial do Cárcere, depois chamado de Memorial da Liberdade e, atualmente, Memorial da Resistência, da Secretaria da Cultura do Estado de São Paulo.
Em 2003, um novo e estranho fato marcou a vida de Inês. Aos 61 anos, foi encontrada caída e ensanguentada em seu apartamento, com traumatismo cranioencefálico por golpes múltiplos diversos, depois de receber a visita de um marceneiro contratado para um serviço doméstico, o que a fez passar por anos de recuperação e até o final de sua vida precisou de ajuda médica por limitações neurológicas. Última presa política a ser libertada no Brasil, em 2009 ela recebeu o Prêmio de Direitos Humanos, na categoria "Direito à Memória e à Verdade", outorgado pelo governo brasileiro.
Inês morreu dormindo em sua casa em Niterói, aos 72 anos, onde morava, em 27 de abril de 2015. Nos últimos anos de vida havia sofrido um infarto agudo do miocárdio e um edema agudo de pulmão.

### Acervo documental
Em abril de 2018, sua irmã Anita Etienne Romeu fez a doação do acervo pessoal de Inês ao Arquivo Público do Estado de São Paulo. Trata-se de cerca de 3.000 documentos, entre livros, fotografias, cartas e objetos como medalhas e diversas outras tipologias, abertos ao público interessado a partir de 2019.